# 楊秋
楊 秋（よう しゅう、生没年不詳）は、中国後漢末期から三国時代にかけての魏の武将。

## 事跡
馬超・韓遂が曹操に敵対したとき、共に蜂起した軍閥の一人として名前が見える。建安年間の初頭から、何度か部下の孔桂を曹操の下へ派遣した形跡がある。
建安16年（211年）10月、潼関の戦いにおける敗北の後、安定で包囲された際に夏侯淵・張郃に降伏すると、以前と同じ爵位を与えられるとともに、住民の慰撫を任された。
その後、反乱の鎮圧などで功績を挙げ、討寇将軍・特進へ昇進し、臨涇侯に封じられた。曹丕が献帝より禅譲を受け魏の時代になり、郭淮が曹真の長史として征羌護軍を兼ねると、楊秋は張郃と共にその監督下に入った。
延康元年（220年）、曹丕の家臣団が曹丕に対し、後漢からの禅譲を受けるよう勧めた『魏公卿上尊号奏』に、楊秋は冠軍将軍・好畤侯として、曹洪・曹真・曹休・夏侯尚ら曹丕の親族や張郃・徐晃・張遼といった功臣たちより上位の8番目に名を連ねている。

## 創作
小説『三国志演義』では、韓遂の「手下八部」の武将の一人として登場する。馬超と韓遂が仲違いした際には、逡巡する韓遂に対し降伏を勧め、降参時には使者として曹操の下に参じ、列侯に採り立てられている。なお、『演義』で登場する「手下八部」（他の7名は侯選・張横・程銀・成宜・李堪・馬玩・梁興）は、『三国志』にその名が登場する涼州の独立軍閥の者達である。
陳舜臣『秘本三国志』では、楊秋が降伏した際の逸話が創出されている。